# Rede venosa dorsal da mão
A rede venosa dorsal da mão é um rede de veias formada pelas veias metacarpais dorsais.